# 缵绪堂
缵绪堂，位于中国广东省汕头市潮南区峡山镇峡山乡，现为潮南区文物保护单位，类型为古建筑，公布时间为1992年4月7日。
缵绪堂的历史年代为明代。